# Parroquia de Santa María Nativitas
La Parroquia de Santa María Nativitas es una iglesia católica ubicada en la Ciudad de México. Pertenece al barrio de Santa María Nativitas de Zacapan, en la alcaldía Xochimilco. Está catalogada como monumento histórico por el Instituto Nacional de Antropología e Historia.

## Historia
La construcción de la Parroquia de Santa María Nativitas se estima a finales del siglo XVI. En su construcción se utilizaron piedras provenientes de estructuras del periodo prehispánico. La iglesia fue dedicada a la Virgen María y la Natividad de Jesús. Durante el siglo XVII su sacristía funcionó como hospicio para la visita de los frailes de la Orden Franciscana. Durante el siglo XVIII fue construida la torre del campanario. En torno al año 1808 se llevó a cabo un trabajo de restauración del templo, el cual fue consignado mediante una inscripción colocada en la iglesia.
El 4 de diciembre de 1986 la parroquia fue declarada monumento histórico por el Instituto Nacional de Antropología e Historia. El templo resultó dañado en el sismo del 19 de septiembre de 2017, el cual causó grietas tanto en las bóvedas como en la nave de la iglesia. E igualmente causó que la torre del campanario se separara del cuerpo de la parroquia. La restauración del templo concluyó en noviembre de 2020 con un gasto de cuatro millones de pesos. La obra fue entregada por la Jefa de Gobierno de la Ciudad de México, Claudia Sheinbaum.

## Estructura
La iglesia consta de una sola nave, con techo de piedra abovedada. La fachada está hecha de piedra aplanada de color blanco y azul. El acceso está integrado por un arco de medio punto con dos columnas laterales terminadas en pináculos conectados por una cornisa, sobre la que se encuentra un vano rectangular. Frente al templo se ubica un atrio que antecede la entrada. Junto a la iglesia se encuentra la torre del campanario, integrada por dos cuerpos y terminada en una bóveda rematada con una cruz.